# Лонар
Лонар (Салине) — озеро в Индии, в 120 км к востоку от города Аурангабад. Размеры озера — 1,875 на 1,787 км.
Образовалось в результате удара метеорита примерно 52 000 лет назад. 
В июне 2020 года воды озера сменили цвет на розовый, предположительно из-за размножения красных водорослей.